# 布雷涅-科尔东
布雷涅-科尔东（法語：Brégnier-Cordon，法語發音：[bʁeɲe kɔʁdɔ̃]）是法国安省的一个市镇，位于该省东南部，属于贝莱区。该市镇于1790-1794年间由布雷涅（Brégnier）和科尔东（Cordon）合并而成。

## 地理
布雷涅-科尔东（45°38'56"N, 5°37'11"E）面积11 平方千米，位于法国奥弗涅-罗讷-阿尔卑斯大区安省，该省份为法国东部省份，北起汝拉省，西北接索恩-卢瓦尔省，西接罗讷省和里昂大都会，南至伊泽尔省，东与萨瓦省、上萨瓦省和瑞士接壤。
与布雷涅-科尔东接壤的市镇（或旧市镇、城区）包括：伊济约、米尔和热利尼约、普雷梅泽勒、阿奥斯特、尚帕尼厄、格罗莱-圣伯努瓦、莱萨沃尼耶尔-韦兰-蒂埃兰。

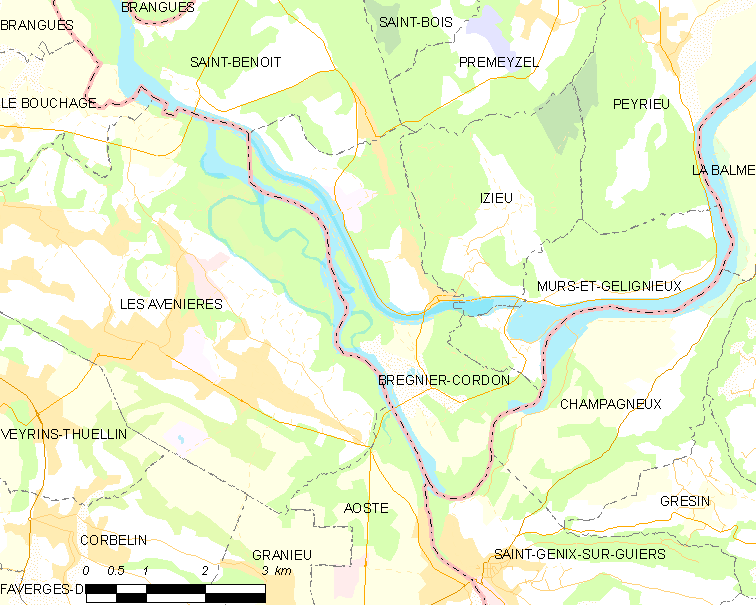
布雷涅-科尔东的OSM定位图

布雷涅-科尔东的时区为UTC+01:00、UTC+02:00（夏令时）。

## 行政
布雷涅-科尔东的邮政编码为01300，INSEE市镇编码为01058。

## 政治
布雷涅-科尔东所属的省级选区为贝莱县。

## 人口

1962-2008年间布雷涅-科尔东人口变化图示

布雷涅-科尔东于2022年1月1日时的人口数量为812人。